# New Hope (Virginia)
New Hope è un census-designated place (CDP) degli Stati Uniti d'America, situato nello stato della Virginia, nella contea di Augusta. Secondo il censimento del 2020 gli abitanti di New Hope ammontavano a 843.
La New Hope High School è stato inserita nel National Register of Historic Places.